# ميخائيل شتاينر (دبلوماسي)
ميخائيل شتاينر (بالألمانية: Michael Steiner)‏ هو دبلوماسي ألماني، ولد في 28 نوفمبر 1949 في بافاريا في ألمانيا.

## وصلات خارجية
- مايكل شتاينر على موقع مونزينجر (الألمانية)